# Polyommatus posthumus
Polyommatus posthumus is een vlinder uit de familie van de Lycaenidae. De wetenschappelijke naam van de soort is voor het eerst gepubliceerd in 1877 door Hugo Theodor Christoph.
De soort komt voor in Iran.